# Condado de Fayette (Geórgia)
O Condado de Fayette é um dos 159 condados do Estado americano de Geórgia. A sede do condado é Fayetteville (Geórgia), e sua maior cidade é Fayetteville. O condado possui uma área de 516 km², uma população de 91 263 habitantes, e uma densidade populacional de 179 hab/km² (segundo o censo nacional de 2000). O condado foi fundado em 15 de maio de 1821. O condado faz parte da região metropolitana de Atlanta.